# Institutul Teologic Romano-Catolic din București
Institutul Teologic Romano-Catolic din București este o instituție de învățământ superior privată care, începând din 1991, a pregătit profesori de religie romano-catolică, de limba română și de limbi străine, precum și asistenți sociali.

## Istoricul statutului juridic
În 1991, Guvernul României autoriza Arhiepiscopia Romano-Catolică de București să înființeze Institutului Teologic Romano-Catolic din București, pentru „pregătirea personalului de cult, a specialiștilor pentru activități pedagogice și a celor de asistență socială“, ceea ce s-a concretizat, din punct de vedere ecleziastic, printr-un Decret al Î.P.S. Ioan Robu din 15 iulie, același an.
După intrarea în vigoare a Legii 88/1993, Institutul Teologic Romano-Catolic din București, fiind înființat după 22 decembrie 1989, a intrat în categoria instituțiilor obligate să solicite autorizația de funcționare provizorie (cf. art. 28), acordată prin H.G. 568/1995, completată de H.G. 225/1996.
După încheierea procesului de acreditare, Institutul Teologic Romano-Catolic a fost înființat oficial prin lege în anul 2002.
În 2005, Ministrul Educației a înștiințat Consiliul Național de Evaluare Academică și Acreditare că Institutul Teologic Romano-Catolic din București nu a organizat alegeri, cerând acestui organism să efectueze vizite de evaluare.
Începând din anul 2007, Institutul Teologic Romano-Catolic nu a mai organizat admiteri, ultima promoție încheind studiile în 2009. Începând din anul 2013, Institutul a intrat în monitorizare specială prin Ordinul Ministerului Educației Naționale nr. 4909/2013 care aproba o metodologie în acest sens.
Conform H.G. 580/2014, programele de licență ale Institutului Teologic Romano-Catolic din București au intrat în lichidare.

## Facultăți și specializări
Institutul a fost înființat cu două facultăți: cea de Teologie didactică și cea de Teologie-Pedagogie (care, în anul următor, a devenit Facultatea de Teologie-Litere). 
Începând din 1992, Facultățile Institutului au fost:
- Facultatea de Teologie didactică (învățământ cu frecvență redusă, 5 ani);
- Facultatea de Teologie-Litere, cu dublele specializări: Teologie - Limba și literatura română, Teologie - O limbă și literatură străină (engleză, germană, ulterior și latină) - învățământ de zi, 4 ani;
- Facultatea de Teologie-Asistență socială - învățământ de zi, 4 ani. În 1995, această facultate a devenit parte a Universității din București.

Datorită cerințelor legale, în 1997, Facultatea de Teologie didactică a început să organizeze și învățământ de zi, cu durata de 4 ani.
Pentru îndeplinirea criteriilor de acreditare, structura institutului a trebuit reorganizată, astfel că, în 2002, acesta avea o unică facultate, cea de Teologie romano-catolică, cu două programe de licență:
- teologie romano-catolică didactică, cu predare în limba română;
- teologie romano-catolică didactică – limba și literatura română sau o limbă și literatură străină (engleză, latină), cu predare în limba română (până în 2004).

Începând cu 2005 au funcționat două programe de master:
- Exegeză biblică și hermeneutică creștină;
- Credință și psihologie.

## Publicații
Începând din anul 2000, Institutul Teologic Romano-Catolic din București a publicat revista semestrială Caietele Institutului Catolic Arhivat în 11 iulie 2015, la Wayback Machine. (ISSN 1582-2745). Din 2012, periodicul a fost preluat de Facultatea de Teologie Romano-Catolică a Universității din București Arhivat în 13 august 2013, la Wayback Machine.. 

## Locul în clasificarea universităților
În anul 2009, potrivit unui studiu desfășurat de Kienbaum Management Consultants și revista Capital, vizând satisfacția angajatorilor și a absolvenților, Institutul Teologic Romano-Catolic din București se situa pe locul 8 în clasamentul general al universităților din România. În privința orientării practice a educației, Institutul se situa pe locul 4 în evaluarea angajatorilor.

## Rectori
1991-1995 - Pr. prof. univ. dr. Isidor Mărtincă
1995-2006 - Pr. prof. univ. dr. Vladimir Petercă
2006(?) - 2012(?) - Pr. prof. univ. dr. Maximilian Pal OFMConv
din 2012 - Pr. prof. univ. dr. Wilhelm Dancă

## Cadre didactice
În decursul timpului, Institutul Teologic Romano-Catolic din București a avut următoarele cadre didactice titulare (în ordine alfabetică):
Pr. Veniamin Aenășoaie, Pr. Mihai Baciu, Francisca Băltăceanu, Pr. Claudiu Bărbuț, Pr. Florin Bejenaru, Pr. Adrian Boboruță, Pr. Eugen Bortoș, Doina Monica Broșteanu, Cătălina Cărăbaș-Olaru, Dan Nicolae Gheorghe Ceaușescu, Iulia Cojocariu, P.S. Cornel Damian, Pr. Wilhelm (Vili) Dancă, Doina-Paula Doroftei Arhivat în 23 decembrie 2015, la Wayback Machine., Pr. Emil Dumea Arhivat în 10 ianuarie 2016, la Wayback Machine., Carmen Fotescu (Tauwinkl), Ioana Gogeanu, Pr. Ieronim Iacob, Dan P. Iliescu, Cătălina Iricinschi[nefuncțională]
, Olimpia Lykiardopol, Dana Manea, Mihai Marta, Pr. Fabian Măriuț, Pr. Isidor Mărtincă, Nicolae Mecu, Pr. Emil Moraru, Manuela Neculai Stănică, Mihai Vlad Niculescu Arhivat în 15 septembrie 2015, la Wayback Machine., Pr. Vladimir Petercă, Pr. Ionel Pojum, Î.P.S. Ioan Robu, Tereza Sinigalia, Dan Slușanschi, Pr. Tarciziu-Hristofor Șerban, Ariadna Ștefănescu, Wilhelm Tauwinkl, Sabina Tulbure (Oshima), Pr. Francisc Ungureanu, Cătălina Velculescu